# Шахта імені Карла Маркса
ДП «Шахта імені К. Маркса». Історична шахта. Входить до ВО «Орджонікідзевугілля».
Стала до ладу у 1902, відбудована у 1948 р. Фактичний видобуток 1979/703 т/добу (1990/1999). У 2000/2003 рр видобуток склав 261,6/92,55 тис.т. вугілля.
Максимальна глибина 875/1000 м (1990—1999). У 1990/1999 р. розроблялися 22 пласти сер. потужністю 0,7/0,65 м (від 0,5 до 2,3 м), кути падіння 64-70°. Шахта небезпечна за раптовими викидами вугілля і газу.
Обладнання: щитові агрегати 2АНЩ та відбійні молотки.
8 червня 2008 року сталась аварія на шахті імені Карла Маркса в результаті якої загинуло 13 гірників.
Кількість працюючих: 3326/2445 осіб, в тому числі підземних 2150/1507 осіб (1990/1999).
Адреса: 86400, вул. Магістральна, м. Єнакієве, Донецької обл.